# Галупо-Паварано (Виченца)
Галупо-Паварано је насеље у Италији у округу Виченца, региону Венето.
Према процени из 2011. у насељу је живело 92 становника. Насеље се налази на надморској висини од 13 м.